# Tintern
Tintern is een plaats in het Welsh graafschap Monmouthshire, dicht bij de grens met Engeland. Tintern heeft ongeveer 750 inwoners en wordt door toeristen bezocht voor de ruïnes van de abdij Tintern Abbey. Tintern ligt aan de oever van de Wye, die de grens vormt tussen Engeland en Wales.

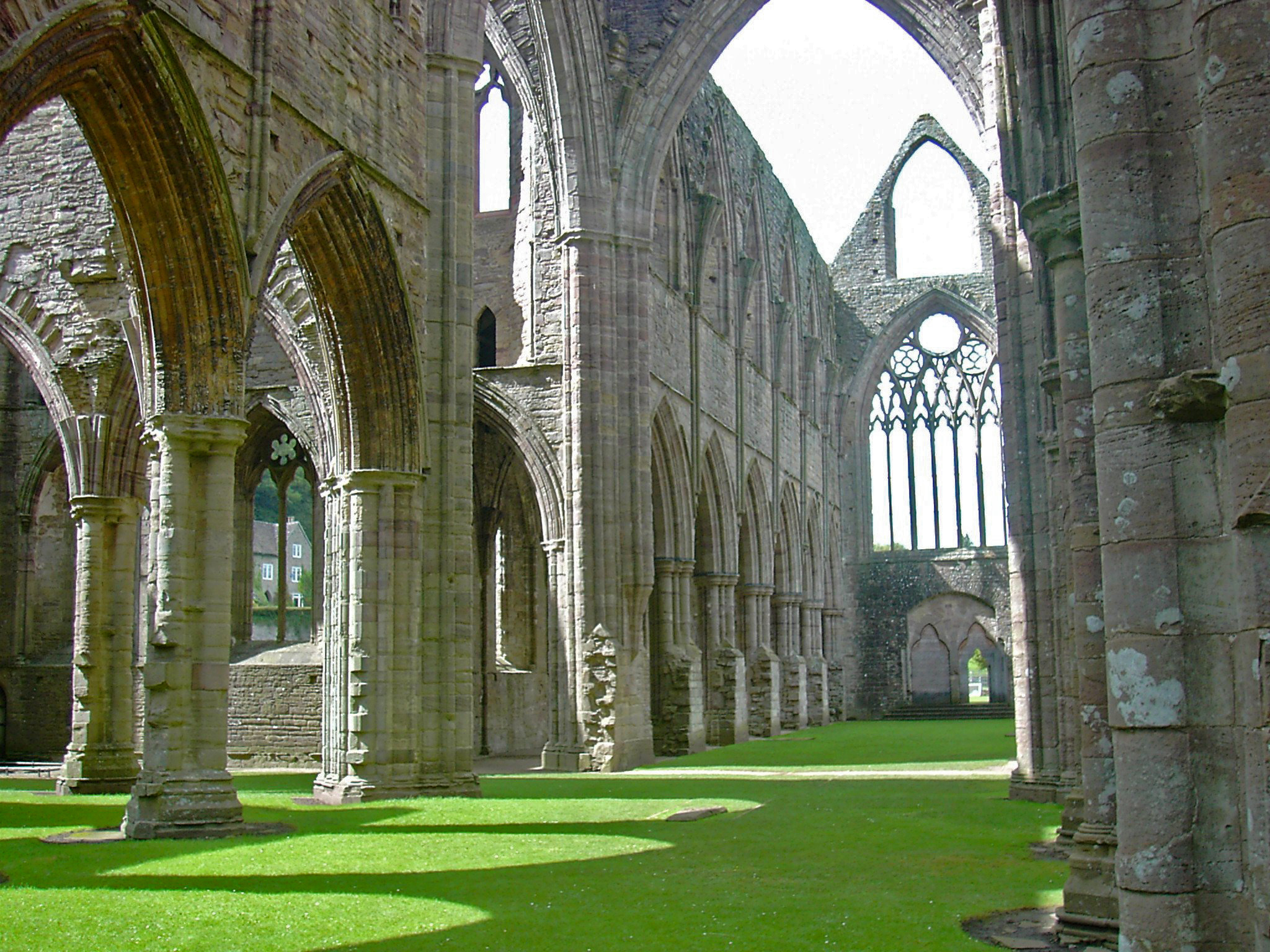
Tintern Abbey